# ジミー・ウッド
ジミー・ウッド（Jimmy Woode）ことジェームス・ブライアント・ウッド（James Bryant Woode、1926年9月23日 - 2005年4月23日）は、アメリカのジャズ・ベーシスト。

## 略歴
ジミー・ウッドは、アメリカ合衆国ペンシルベニア州フィラデルフィアで生まれた。父親は、音楽の先生でピアニストだった。ボストン大学やボストン音楽院というボストンだけでなく、フィラデルフィア・アカデミーでもピアノとベースを学んだ。
彼は、フリップ・フィリップス、サラ・ヴォーン、エラ・フィッツジェラルド、チャーリー・パーカー、ナット・ピアース、シドニー・ベシェ、ビリー・ホリデイ、ジャッキー・バイアード、アール・ハインズ、ジミー・ウィザースプーン、マイルス・デイヴィスらと共演した。
1955年、デューク・エリントン・オーケストラに参加し、エリントンの録音の多くに登場するようになった。アルバム『サッチ・スィート・サンダー』やエラ・フィッツジェラルドとのアルバム『シングズ・デューク・エリントン・ソングブック』（1957年）だけでなく、歴史的な1956年のニューポート・ジャズ・フェスティバルでのパフォーマンスを収めた『アット・ニューポート1956』にも参加。ヨーロッパで生活するために脱退した1960年まで、同オーケストラに在籍した。
ジミー・ウッドのナンバー「Just Give Me Time」はカローラが1966年にカバーし、アルバム『Carola & Heikki Sarmanto Trio』に収録され、2004年にフィンランドのチャートに入った。
彼は、ケニー・クラーク＝フランシー・ボラン・ビッグ・バンドのオリジナル・メンバーを務め、1995年にライオネル・ハンプトンのゴールデン・メン・オブ・ジャズとツアーした。
2003年には、ドイツのジャズ・ミュージシャン/コメディアンのヘルゲ・シュナイダーとツアーし、若い世代に知られ、ウッドは2004年の長編映画『Jazzclub』に出演。
2005年4月、ニュージャージー州リンデンウッドの自宅において、78歳で死亡した。死因は胃動脈瘤の手術後の合併症であった。

## ディスコグラフィ

### リーダー・アルバム
- 『ザ・カラフル・ストリングス・オブ・ジミー・ウッディ』 - The Colorful Strings of Jimmy Woode (1958年、Argo)

### 参加アルバム
ケニー・クラーク
- 『ザ・ゴールデン・エイト』 - The Golden 8 (1961年、Blue Note)

ケニー・クラーク＝フランシー・ボラン・ビッグ・バンド
- 『ジャズ・イズ・ユニヴァーサル』 - Jazz Is Universal (1962年、Atlantic)
- 『クラーク＝ボラン・ビッグ・バンド』 - Handle with Care (1963年、Atlantic)
- Now Hear Our Meanin' (1965年、Columbia)
- Swing, Waltz, Swing (1966年、Philips)
- Out of the Folk Bag (1967年、Columbia)
- 『サックス・ノー・エンド』 - Sax No End (1967年、SABA)
- 17 Men and Their Music (1967年、Campi)
- 『オール・スマイルズ』 - All Smiles (1969年、MPS)
- 『モア・スマイルズ』 - More Smiles (1969年、MPS)
- 『ラテン・カレイドスコープ』 - Latin Kaleidoscope (1969年、MPS)
- 『フェイセス』 - Faces (1969年、MPS) ※『17 Men and Their Music』再発盤
- 『オフ・リミッツ』 - Off Limits (1971年、Polydor)
- 『ノーヴェンバー・ガール』 - November Girl (1975年、Black Lion) ※with カーメン・マクレエ、1970年録音
- Clarke Boland Big Band en Concert avec Europe 1 (1992年、Tréma) ※1969年録音

テッド・カーソン
- 『アージ』 - Urge (1966年)

エディ・ロックジョウ・デイヴィス & ジョニー・グリフィン
- 『タフ・テナー』 - Tough Tenors Again 'n' Again (1970年、MPS)

ネイサン・デイヴィス
- 『ザ・ヒップ・ウォーク』 - The Hip Walk (1965年、SABA)
- Peace Treaty (1965年、SFP)
- 『ハッピー・ガール』 - Happy Girl (1965年、SABA)

エリック・ドルフィー
- 『ストックホルム・セッションズ』 - Stockholm Sessions (1961年、Enja)

ポール・ゴンザルヴェス
- 『クッキン』 - Cookin' (1957年、Argo)

ジョニー・グリフィン
- 『ナイト・レディ』 - Night Lady (1964年、Philips)

マイソロジー
- 『ライヴ・アット・ドミシル』 - Live At »Domicile« Munich (1971年、BASF)

サヒブ・シハブ
- Summer Dawn (1964年、Chess)
- 『シーズ』 - Seeds (1968年、Atlantic)
- 『コンパニオンシップ』 - Companionship (1970年、Vogue Schallplatten)

サンバーズ（Sunbirds）
- Sunbirds (1971年、BASF)
- Zagara (1973年、Polydor/Finger)

クラーク・テリー
- Out on a Limb (1957年、Argo)

マル・ウォルドロン
- 『ブラック・グローリー』 - Black Glory (1971年、Enja)
- 『マル・ウォルドロン・プレイズ・ザ・ブルース』 - Mal Waldron Plays the Blues (1971年、Enja)
- 『ア・タッチ・オブ・ザ・ブルース』 - A Touch of the Blues (1975年、Enja) ※1972年録音
- 『ワン・アップマンシップ』 - One-Upmanship (1977年、Enja)